# گرونماخر
گرونماخر (به لوکزامبورگی: Gréiwemaacher) یک شهرداری در استان گرونماخر کشور لوکزامبورگ است که ۱۶٫۴۸ کیلومترمربع مساحت دارد و جمعیت آن در سال ۲۰۰۹ میلادی ۴۳۶۴ نفر بوده‌است.